# HMS Diana (H49)
HMS Diana (H49) là một tàu khu trục lớp D được Hải quân Hoàng gia Anh Quốc chế tạo vào đầu những năm 1930. Thoạt tiên được phân về Hạm đội Địa Trung Hải, nó được điều sang Trạm Trung Quốc vào đầu năm 1935, và tạm thời được bố trí Hồng Hải vào đầu năm 1935 do cuộc Khủng hoảng Abyssinia trước khi quay trở lại nhiệm sở, nơi nó ở lại cho đến giữa năm 1939. Diana được điều trở lại Hạm đội Địa Trung Hải ngay trước khi Chiến tranh Thế giới thứ hai nổ ra vào tháng 9 năm 1939, rồi phục vụ cùng Hạm đội Nhà trong Chiến dịch Na Uy. Diana được chuyển giao cho Hải quân Hoàng gia Canada vào năm 1940 và được đổi tên thành HMCS Margaree, nhưng chỉ phục vụ cùng Canada được hơn một tháng trước khi bị đắm do một tàu buôn lớn mà nó hộ tống húc phải vào ngày 22 tháng 10 năm 1940.

## Thiết kế và chế tạo
Diana có trọng lượng choán nước tiêu chuẩn 1.375 tấn Anh (1.397 t), và lên đến 1.890 tấn Anh (1.920 t) khi đầy tải. Nó có chiều dài chung 329 foot (100,3 m), mạn thuyền rộng 33 foot (10,1 m) và mớn nước 12 foot 6 inch (3,8 m). Con tàu được cung cấp động lực bởi hai turbine hơi nước hộp số Parsons, dẫn động hai trục chân vịt, tạo ra công suất 36.000 mã lực càng (27.000 kW) cho phép đạt tốc độ tối đa 36 hải lý trên giờ (67 km/h; 41 mph). Hơi nước cho turbine được cung cấp bởi ba nồi hơi ống nước Admiralty hoạt động ở áp suất 310 psi (2.137 kPa). Diana mang theo tối đa 473 tấn Anh (481 t) dầu đốt cho phép nó có tầm xa hoạt động 5.870 hải lý (10.870 km; 6.760 mi) ở tốc độ đường trường 15 hải lý trên giờ (28 km/h; 17 mph). Thành phần thủy thủ đoàn bao gồm 145 sĩ quan và thủy thủ.
Chiếc tàu khu trục được trang bị bốn khẩu pháo QF 4,7 in (120 mm) Mk IX trên các tháp pháo đơn, được đặt tên 'A', 'B', 'X' và 'Y' tuần tự từ trước ra sau. Cho mục đích phòng không, Diana có một khẩu QF 12-pounder Mk V bố trí giữa hai ống khói và hai khẩu đội súng máy QF 0.5-inch Vickers Mk III bốn nòng đặt ở hai bên cánh cầu tàu. Nó còn được trang bị hai bệ ống phóng ngư lôi bốn nòng trên mặt nước dùng cho ngư lôi 21 in (530 mm). Một đường ray và hai máy phóng được dùng để thả mìn sâu, thoạt tiên mang theo 20 quả mìn, nhưng được tăng lên 35 quả không lâu sau khi chiến tranh bắt đầu.
Diana được đặt hàng vào ngày 2 tháng 2 năm 1931 tại xưởng tàu của hãng Palmers Shipbuilding and Iron Company ở Hebburn-on-Tyne trong Kế hoạch Chế tạo 1930. Nó được đặt lườn vào ngày 12 tháng 6 năm 1931, hạ thủy vào ngày 16 tháng 6 năm 1932, và nhập biên chế cùng Hải quân Anh vào ngày 21 tháng 12 năm 1932 với chi phí tổng cộng 229.502 Bảng Anh, không kể đến những thiết bị do Bộ Hải quân Anh cung cấp như vũ khí, đạn dược và thiết bị vô tuyến.

## Lịch sử hoạt động
Diana thoạt tiên được phân về Chi hạm đội Khu trục 1 tại Địa Trung Hải, và từng được bố trí một thời gian ngắn đến vịnh Ba Tư và Hồng Hải vào tháng 9–tháng 11 năm 1933. Đang khi ở lại Địa Trung Hải, trong một thời gian, con tàu được đặt dưới quyền chỉ huy của Geoffrey Oliver, vị Đô đốc tương lai của Hải quân Hoàng gia Anh. Nó được tái trang bị tại Xưởng tàu Sheerness từ ngày 3 tháng 9 đến ngày 23 tháng 10 năm 1934 để phục vụ tại Trạm Trung Quốc cùng với Chi hạm đội Khu trục 8 (sau đổi tên thành Chi hạm đội Khu trục 21), đến nơi vào tháng 1 năm 1935. Nó được điều động về Hạm đội Địa Trung Hải tại Hồng Hải từ tháng 9 năm 1935 đến tháng 5 năm 1936 trong vụ Khủng hoảng Abyssinia, từng ghé thăm Bombay và các cảng Đông Phi trước khi quay về Hồng Kông vào ngày 7 tháng 8. Một lần vào năm 1937, Diana được cử đi khảo sát tại sao một hải đăng gần Hạ Môn không chiếu sáng, và khám phá rằng nó bị hải tặc tấn công. Nó tiếp tục ở lại Viễn Đông cho đến khi sự căng thẳng gia tăng ngay trước Chiến tranh Thế giới thứ hai khiến nó được gọi quay trở về vào tháng 8 năm 1939.
Khi chiến tranh nổ ra, Diana và các tàu chị em Duncan, Daring và Dainty được phân về Hạm đội Địa Trung Hải, đến nơi vào tháng 10. Nó được sửa chữa tại Malta trong tháng 11 và gia nhập trở lại hạm đội vào tháng 12, được phân công nhiệm vụ tuần tra một giai đoạn ngắn trước khi được chuyển về Chi hạm đội Khu trục 3 trực thuộc Hạm đội Nhà. Con tàu quay về vùng biển nhà vào tháng 1 năm 1940, đảm trách hộ tống các tàu chiến chủ lực của hạm đội và tuần tra. Ngày 15 tháng 2, nó hộ tống cho tàu chị em Duncan khi chiếc này được các tàu kéo đưa từ Invergordon đến Forth để sửa chữa triệt để những hư hại do va chạm trong khi hộ tống một đoàn tàu vận tải.
Trong Chiến dịch Na Uy, Diana đã hộ tống tàu sân bay HMS Furious khi chiếc này quay về Scapa Flow vào ngày 25 tháng 4 để bổ sung thêm máy bay. Vào ngày 1 tháng 5, nó hộ tống cho các tàu tuần dương hạng nhẹ HMS Manchester và HMS Birmingham thuộc Hải đội Tuần dương 18 khi chúng bảo vệ cho cuộc triệt thoái khỏi Åndalsnes, và nó đã đưa Tổng tư lệnh quân đội Na Uy, Thiếu tướng Otto Ruge, từ Molde đến Tromsø. Chiếc tàu khu trục cũng hộ tống các tàu sân bay HMS Glorious và Furious, khi chiếc sau chuyển những máy bay tiêm kích Gloster Gladiator của Không quân Hoàng gia Anh đến sân bay Bardufoss vào ngày 21 tháng 5. Mười ngày sau, Diana hộ tống cho các tàu sân bay HMS Ark Royal và Furious trong Chiến dịch Alphabet, cuộc triệt thoái lực lượng Đồng Minh khỏi Na Uy.
Chiếc tàu khu trục được tái trang bị và sửa chữa tại Luân Đôn trong tháng 7. Sau khi hoàn tất, Diana được chuyển giao cho Canada để thay thế chiếc Fraser vốn bị đắm do va chạm với chiếc tàu tuần dương phòng không Anh HMS Calcutta vào ngày 25 tháng 6 năm 1940. Con tàu được chính thức nhập biên chế cùng Hải quân Hoàng gia Canada như là chiếc HMCS Margaree vào ngày 6 tháng 9 năm 1940. Đến ngày 17 tháng 10, nó hộ tống Đoàn tàu vận tải OL8 đi Canada, nhưng con tàu bị đắm chỉ năm ngày sau đó do va chạm với tàu chở hàng MV Port Fairy. Trong số 176 người có mặt trên Margaree vào lúc đó, chỉ có sáu sĩ quan và 28 thủy thủ được Port Fairy cứu vớt.